# Jänsmässholmens kapell
Jänsmässholmens kapell är en mindre kyrkobyggnad i Offerdals församling, Krokoms kommun, Jämtland. Övriga kyrkor i församlingen är Offerdals kyrka i Ede och Rönnöfors kyrka. 

## Bakgrund
Ännu under första delen av 1700-talet var samerna inte helt inkluderade i svenskt kyrkoliv. Detta dokumenterades av den norske prästen och missionären Thomas von Westen som på olika sätt framförde förslag om åtgärder. 

På 1700-talet organiserades religionsvården i Jämtland och Härjedalen. År 1739 inrättades ett ämbetsverk, Kongl. Direktionen över Ecklesiastikverket i lappmarken, vilket skulle ombesörja samernas själavård och undervisning. Skolor grundades för den samiska ungdomen och lärarna i dessa var prästvigda. De skulle även förrätta gudstjänst i församlingskyrkan. Från 1740-talet fanns även kateketer, kringvandrande lärare, som undervisade i första hand barnen i läsning och kristendom men dessutom på sön- och helgdagar höll andaktsstunder.

År 1746 bildades ett särskilt pastorat för Jämtlands lappmark i Föllinge lappförsamling. Där inrättades också en lappskola med pastor lapponum som skolmästare. Snart delades pastoratet och komministern i Undersåker fick ta hand om samerna i Åre, Kall, Offerdal och Undersåker. Från omkring 1768 fick Hede lappförsamling ansvar för samerna i Härjedalen och södra Jämtland, senare Tännäs lappförsamling. År 1852 namnändrades Föllinge lappförsamling till Hotagens lappförsamling. 

I början av 1800-talet upplöstes lappmarksdirektionen och dess uppgifter övertogs senare av Ecklesiastikdepartementet.
Samerna i Offerdals sameby deltog tidigare i gudstjänster anordnade av kapellpredikanten i Hotagen. Enligt kungligt brev från 1851 hade en sådan anställts och den andliga omvårdnaden för samerna i Offerdal och Hotagen åvilade honom. Dessa så kallade lappmässor hölls vid midsommar i Jämtland kallad Jensmäss och Mikaeli. På 1860-talet började en fast bebyggelse att uppstå i Jänsmässholmen. Hotagens kapellpredikant besökte årligen byn och förrättade gudstjänster där. På 1880-talet började högmässor att hållas inom den dåvarande så kallade lappförsamlingen och 1890 började ett enkelt gudstjänsthus att uppföras. Detta hus blev dock aldrig färdigställt. Gudstjänster kom att hållas utanför det halvfärdiga kapellet.
Den 31 december 1941 upphörde lappförsamlingarna i Jämtlands län och samtidigt överfördes samerna inom Offerdals landskommun i kyrkligt hänseende till Rönnöfors kyrkobokföringsdistrikt inom Offerdals församling.

## Kapellet
År 1906 vände sig invånarna i Jänsmässholmen till Länsstyrelsen i Jämtlands län med en begäran om att ett kapell skulle uppföras i byn. Pengar till bygget av ett kapell samlades in under flera år och först 1929 fattade lappförsamlingen och samebyn beslut om att uppföra ett kapell. Den 5 juli 1931 invigdes Jänsmässholmens nuvarande kapell.

År 1960 byggdes den nya klockstapeln. Den invigdes den 2 oktober 1960 av dåvarande kyrkoherden Elov Boman i Offerdals församling. Klockstapeln är drygt 7 meter hög och därmed högre än kapellet.

## Inventarier
- Altarprydnaden utgöres av en Kristusbild, skuren i trä av Lina Eriksson

## Externa webbplatser
- Foton från Jänsmässholmens kapell
- Jänsmässholmens kapell, Bildarkivet Jamtli